# Elecciones al Parlamento de Cataluña de 2012
Las Elecciones al Parlamento de Cataluña correspondientes a la X legislatura se celebraron el 25 de noviembre de 2012, anticipadas más de dos años, ya que debían haberse celebrado el 28 de diciembre de 2014. Fueron anunciadas por el presidente de la Generalidad de Cataluña, Artur Mas, el 25 de septiembre en el discurso previo al Debate de Política General en el Parlamento Catalán.
Las siguientes elecciones al Parlamento de Cataluña, anticipadas también, se celebraron el día de 27 de septiembre de 2015.

## Antecedentes
El 27 de septiembre de 2012 fue votada en el Parlamento de Cataluña una moción en la que se pedía convocar una consulta sobre la independencia de Cataluña; dicha moción contó con el apoyo de CiU, ICV-EUiA, ERC, SI, DC y el diputado del PSC Ernest Maragall, la abstención del PSC y el voto en contra del PP y Cs.
Tras el fracaso de la reunión entre ERC, SI, RI y DC para formar una coalición, se anunció que Reagrupament no se presentaría y que pediría el voto para CiU  y que DC no se presentaría a las elecciones al no haberse podido formar la coalición anterior, pidiendo el voto para CiU o ERC. Asimismo, también se anunció que la agrupación de Candidatura d'Unitat Popular (CUP) de Arenys de Munt se presentaría con SI, pese a anunciar la CUP que también se presentará a las elecciones. Al igual que en las elecciones generales de 2011, ERC se presentará junto a la plataforma Catalunya Sí.
Dentro del PSC, tras las crisis interna surgida después de la manifestación del 11 de septiembre de 2012 y el apoyo de parte del partido a un referéndum de autodeterminación y un Estado catalán, el 11 de octubre el exconsejero Ernest Maragall convocó un acto en el que manifestó su intención de retomar el partido fundado por su hermano en 1998, el Partit Català d'Europa, con la finalidad de aglutinar una gran fuerza de izquierdas, catalanista y soberanista, y con ello su abandono del PSC junto con la corriente interna del PSC Nova Esquerra Catalana.
El Parlamento catalán no ha aprobado una Ley electoral autonómica, por lo que es de aplicación lo dispuesto por la LOREG para las elecciones generales. Tras su reforma en 2011, los partidos extraparlamentarios para poder presentar candidaturas deberán conseguir previamente el aval del 0,1% de los votantes en cada circunscripción, lo que ha tenido como resultado dejar sin representación a innumerables partidos políticos y candidaturas. Finalmente se proclamaron 16 candidaturas para las circunscripciones de Barcelona, Lérida y Tarragona, y 14 para la de Gerona.

## Candidaturas
Concurren un total de 64 candidaturas -16 por circunscripción- de 18 partidos, 15 de los cuales se presentan en las cuatro circunscripciones electorales.
Por orden de número de escaños en la legislatura anterior. En negrita, el candidato a presidente:
| Circunscripción | Candidatos | Observaciones |
| --------------- | --- | --- |
| Barcelona       | - CiU: Artur Mas - PSC: Pere Navarro - PP: Alicia Sánchez-Camacho - ICV-EUiA: Joan Herrera - ERC-CatSi: Oriol Junqueras - C's: Albert Rivera - SI: Alfons López Tena | - Otras candidaturas: PxC, Eb, PACMA, Pirata.cat, UPyD, UCE, CUP-Alternativa d'Esquerres, VD, Farts.cat                       |
| Tarragona       | - CiU: Albert Batet - PSC: Xavier Sabaté - PP: Rafael Luna - ERC-CatSi: Josep Andreu - ICV-EUiA: Hortensia Grau                                                      | - Otras candidaturas: SI, Cs, PxC, Eb, PACMA, Pirata.cat, UPyD, UCE, CUP-Alternativa d'Esquerres, SiR, Farts.cat,             |
| Gerona          | - CiU: Santi Vila - PSC: Juli Fernández - ERC-CatSi: Roger Torrent - PP: Enric Millo - ICV-EUiA: Marc Vidal - SI: Toni Strubell                                      | - Otras candidaturas: PxC, Cs, Eb, PACMA, Pirata.cat, UPyD, PRE-IR, UCE, CUP-Alternativa d'Esquerres, Farts.cat               |
| Lérida          | - CiU: Albert Batalla - PSC: Àngel Ros - PP: Dolors López - ERC-CatSi: Josep Cosconera                                                                               | - Otras candidaturas: ICV-EUiA, SI, PxC, Cs, Eb, PACMA, Pirata.cat, UPyD, UCE, CUP-Alternativa d'Esquerres, PRE-IR, Farts.cat |

Fuente: DOGC 6243 del 30 de octubre de 2012 (enlace roto disponible en Internet Archive; véase el historial, la primera versión y la última)..
El plazo para presentar candidaturas finalizó el 22 de octubre de 2012. Las candidaturas fueron oficialmente proclamadas por las Juntas Electorales Provinciales el 30 de octubre. Las candidaturas de UPyD y Farts.cat en la circunscripción de Gerona no fueron inicialmente proclamadas por la Junta Electoral Provincial, pero tras recurrir ambos partidos al Juzgado Contencioso Administrativo dichas candidaturas fueron finalmente proclamadas.

## Encuestas
Diversas encuestas elaboradas por organismos oficiales, como el CIS y el CEO, o por agencias de estudios de opinión, como Feedback y GESOP, por encargo de los grupos de comunicación, como el Grupo Godó o el Grupo Zeta, intentan estimar los resultados en función de la intención de votos. Además de la intención de voto las encuestas suelen preguntar sobre temas políticos y sobre conocimiento y preferencia de los candidatos. Los métodos y las muestras varían entre ellas. Desde la convocatoria electoral las encuestas y su información en los medios se ha hecho más frecuente. En la tabla siguiente se muestran las encuestas ordenadas por fecha de publicación con su estimación de resultados.
| Fecha                    | Agencia / Medio                                                                                       | CiU                 | PSC                 | PPC                 | ICV-EUiA            | ERC                 | Cs               | SI               | PxC            | CUP              | Otros          |
| ------------------------ | --- | ------------------- | ------------------- | ------------------- | ------------------- | ------------------- | ---------------- | ---------------- | -------------- | ---------------- | -------------- |
| 19 de noviembre de 2012  | La Razón (NC Report)                                                                                  | 38,1% 60-62 escaños | 14% 20-21 escaños   | 14,3% 19-20 escaños | 8,8% 12 escaños     | 10,5% 15 escaños    | 5,8% 6-7 escaños | - 0 escaños      | - 0 escaños    | 2,9% 0-2 escaños | -              |
| 19 de noviembre de 2012  | CadenaSer Archivado el 20 de noviembre de 2012 en Wayback Machine. (MyWord)                           | 36,8% 62-65 escaños | 10,6% 16-17 escaños | 10,9% 16-17 escaños | 9,2% 12-13 escaños  | 11,4% 16-17 escaños | 6,5% 8 escaños   | 2,9% 0 escaños   | - 0 escaños    | 2,6% 2 escaños   | -              |
| 18 de noviembre de 2012  | El Periódico (GESOP) 800 encuestas telefónicas 13-15-16 nov.                                          | 38% 62-64 escaños   | 12% 15-17 escaños   | 11,6% 15-17 escaños | 9,8% 13-14 escaños  | 12,8% 19-20 escaños | 6-7 escaños      | 0-1 escaños      | 0 escaños      | 0-1 escaños      | -              |
| 18 de noviembre de 2012  | La Vanguardia (Feedback) 1000 encuestas telefónicas 12-16 nov.                                        | 62-64 escaños       | 13,4% 17-19 escaños | 16-18 escaños       | 11,2% 13-16 escaños | 10,2% 14-15 escaños | 7-8 escaños      | 0 escaños        | 0 escaños      | 0-2 escaños      | -              |
| 18 de noviembre de 2012  | El País (Metroscopia) 2500 encuestas telefónicas 8-15 nov.                                            | 37,3% 62 escaños    | 12,3% 18 escaños    | 13,2% 19 escaños    | 7,2% 10 escaños     | 12,2% 18 escaños    | 5,7% 6 escaños   | 0 escaños        | 0 escaños      | 3,0% 2 escaños   | -              |
| 18 de noviembre de 2012  | ABC Archivado el 2 de mayo de 2013 en Wayback Machine. (DYM)                                          | 60-62 escaños       | 17 escaños          | 18 escaños          | 9-10 escaños        | 18 escaños          | 6 escaños        | 0 escaños        | 0 escaños      | 4-7 escaños      | -              |
| 18 de noviembre de 2012  | El Mundo                                                                                              | 36,6% 60-63 escaños | 21-23 escaños       | 20-21 escaños       | 10-11 escaños       | 14 escaños          | 5 escaños        | 0-2 escaños      | 0 escaños      | 0 escaños        | -              |
| 8 de noviembre de 2012   | CIS                                                                                                   | 36,8% 63-64 escaños | 12,9% 19 escaños    | 11,0% 16-17 escaños | 8,1% 11 escaños     | 11,1% 17 escaños    | 6,0% 7 escaños   | 2,1% 1 escaños   | 0,5% 0 escaños | 1,6% 0 escaños   | -              |
| 8 de noviembre de 2012   | CEO                                                                                                   | 43,4% 69-71 escaños | 12,0% 15 escaños    | 12,5% 18-19 escaños | 8,0% 10 escaños     | 9,5% 14 escaños     | 5,1% 6 escaños   | 2,0% 0 escaños   | - 0 escaños    | 2,8% 0-3 escaños | -              |
| 2 de noviembre de 2012   | El Periódico (GESOP)                                                                                  | 63-65 escaños       | 18-20 escaños       | 17-18 escaños       | 11-12 escaños       | 17-18 escaños       | 5-7 escaños      | 0 escaños        | 0 escaños      | 0-1 escaños      | -              |
| 2 de noviembre de 2012   | Ara (Feedback)                                                                                        | 64-66 escaños       | 19-21 escaños       | 19-20 escaños       | 9-12 escaños        | 16-18 escaños       | 5-6 escaños      | 0 escaños        | 0 escaños      | -                | -              |
| 13 de octubre de 2012    | La Vanguardia (Feedback)                                                                              | 68-69 escaños       | 20-21 escaños       | 17-18 escaños       | 10-11 escaños       | 13 escaños          | 3 escaños        | 0-2 escaños      | 0-2 escaños    | -                | -              |
| 1 de octubre de 2012     | El Periódico (GESOP)                                                                                  | 64-65 escaños       | 20-21 escaños       | 12-13 escaños       | 10 escaños          | 17-18 escaños       | 5 escaños        | 5-6 escaños      | -              | -                | -              |
| 30 de septiembre de 2012 | La Vanguardia (Feedback)                                                                              | 43,0% 66-67 escaños | 15,7% 21 escaños    | 11,8% 15-16 escaños | 9,6% 12 escaños     | 10,1% 13 escaños    | 3,3% 3 escaños   | 3,6% 4 escaños   | -              | -                | -              |
| Septiembre de 2012       | La Razón                                                                                              | 38,0% 58-62 escaños | 15,8% 22-25 escaños | 13,5% 20 escaños    | 8,9% 11 escaños     | 9,8% 15 escaños     | 3,8% 3-4 escaños | - 0 escaños      | 3,4% 3 escaños | -                | -              |
| Septiembre de 2012       | El Electometro                                                                                        | 39,2% 64-65 escaños | 16,3% 24-25 escaños | 12,8% 18-20 escaños | 8,5% 11 escaños     | 8,2% 12 escaños     | 3,0% 3 escaños   | - 0-2 escaños    | -              | -                | -              |
| Septiembre de 2012       | Telecinco Archivado el 19 de septiembre de 2012 en Wayback Machine.                                   | - 58-60 escaños     | - 23-25 escaños     | - 15-16 escaños     | - 12-13 escaños     | - 17-19 escaños     | - 3-4 escaños    | - 4-5 escaños    | -              | -                | -              |
| Julio de 2012            | Ara                                                                                                   | 34,5% 55-57 escaños | 16,6% 26-28 escaños | 11,2% 16-17 escaños | 9,7% 11-13 escaños  | 9,9% 15-16 escaños  | 3,5% 0-3 escaños | 3,7% 0-4 escaños | -              | -                | 11%            |
| Junio de 2012            | El Periódico (GESOP)                                                                                  | 33,9% 56-57 escaños | 18,4% 28-29 escaños | 10,2% 13-14 escaños | 9,7% 13 escaños     | 10,6% 17-18 escaños | 4,5% 5 escaños   | 2,4% 0 escaños   | -              | -                | 12,7%          |
| Junio de 2012            | La Vanguardia (Feedback)                                                                              | 37,9% 58-60 escaños | 17,5% 26-28 escaños | 11,8% 16 escaños    | - 13 escaños        | - 15 escaños        | 3,4%- 3 escaños  | 1-3 escaños      | -              | -                | -              |
| Mayo de 2012             | CEO (enlace roto disponible en Internet Archive; véase el historial, la primera versión y la última). | 36,2% 60 escaños    | 16,4% 24-25 escaños | 10,5% 15-16 escaños | 9,5% 12-13 escaños  | 9,7% 15-16 escaños  | 3,7% 3-4 escaños | 3,5% 0-4 escaños | -              | -                | 6,6%           |
| Febrero de 2012          | CEO (enlace roto disponible en Internet Archive; véase el historial, la primera versión y la última). | 37% 62-63 escaños   | 16,5% 25-26 escaños | 11,7% 18-19 escaños | 8,1% 10-11 escaños  | 9,6% 14-15 escaños  | 4% 3-4 escaños   | 2,4% 0 escaños   | -              | -                | 7,2%           |
| Enero de 2012            | La Vanguardia (Feedback)                                                                              | 38,5% 61-62 escaños | 16,9% 25 escaños    | 12,2% 19 escaños    | 10% 13-14 escaños   | 9,8% 15 escaños     | 2,1% 0-2 escaños | 1,5% 0 escaños   | -              | -                | 8,8%           |
| 20 de noviembre de 2011  | Elecciones generales de 2011                                                                          | 29,35%              | 26,63%              | 20,71%              | 8,09%               | 7,06%               | N/A              | N/A              | 1,73%          | N/A              |                |
| 23 de mayo de 2011       | Elecciones municipales de 2011                                                                        | 27,12%              | 25,14%              | 12,67%              | 8,43%               | 8,98%               | 1,22%            | 1,11%            | 2,30%          | 2,16%            |                |
| Junio de 2011            | El Periódico (GESOP)                                                                                  | 36,7% 62-63 escaños | 17,5% 27-28 escaños | - 19-20 escaños     | - 11-12 escaños     | 6,5% 8-9 escaños    | - 3 escaños      | - 0-2 escaños    | -              | -                | - 0-2 escaños  |
| Noviembre de 2010        | Elecciones de 2010                                                                                    | 38,4% 62 escaños    | 18,4% 28 escaños    | 12,4% 18 escaños    | 7,4% 10 escaños     | 7% 10 escaños       | 3,4% 3 escaños   | 3,3% 4 escaños   | 2,4% 0 escaños | -                | 6,1% 0 escaños |

## Resultados
| ← Elecciones al Parlamento de Cataluña de 2012 → |                                                                          |                        |           |        |         |     |
| Presidente y gobierno | Candidatura                                                              | Candidato              | Votos     | %      | Escaños | +/- |

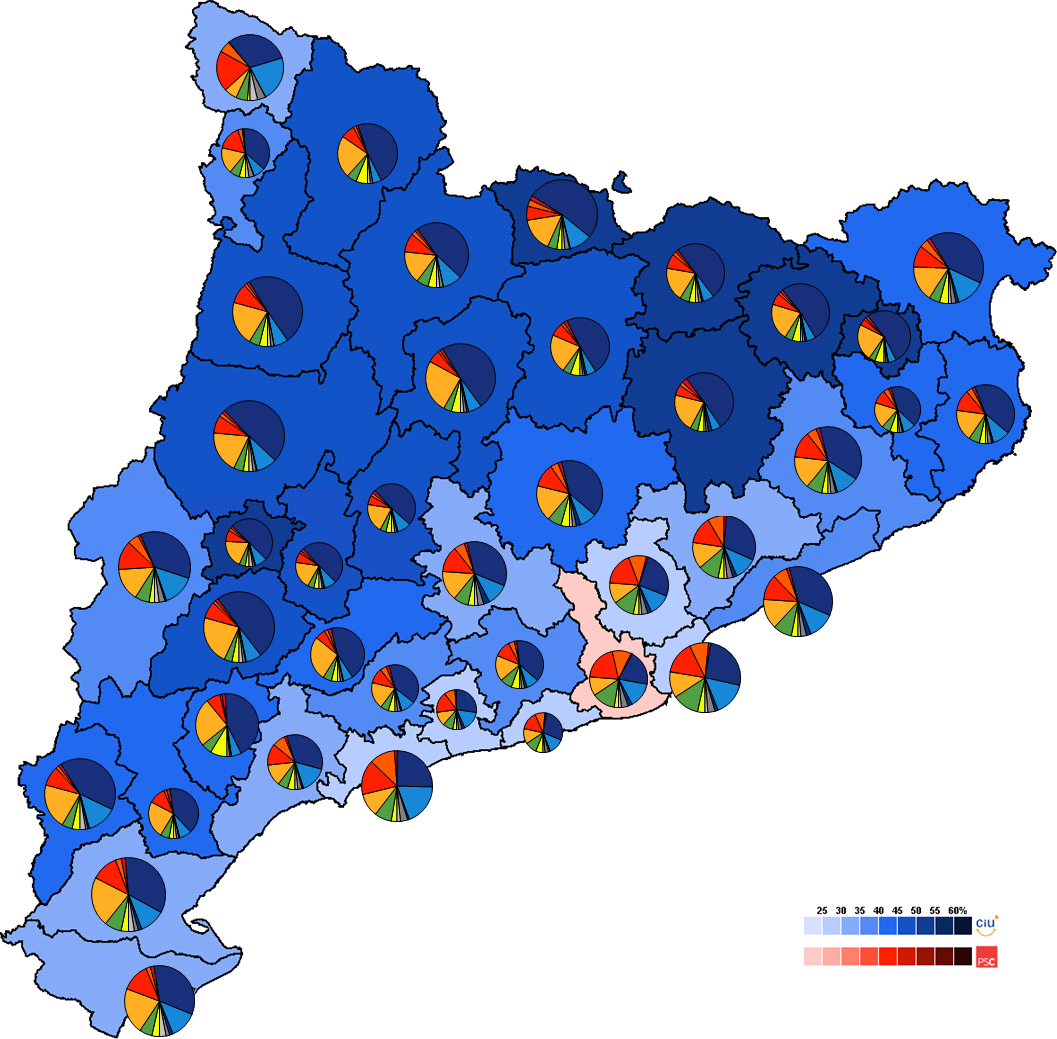
Resultados por comarca.

| - Presidente: Artur Mas - Gobierno: CiU - Censo: 5.413.850 - Votantes: 3.668.310 (67,76%) - Abstención: 1.745.540 (32,24%) - Válidos: 3.635.170 (99.10%) - A candidatura: 3.582.272 (97.65%) - Escaños: 135 | Convergència i Unió (CiU) a b                                            | Artur Mas              | 1.116.259 | 30,70% | 50 c    | -12 |
| - Presidente: Artur Mas - Gobierno: CiU - Censo: 5.413.850 - Votantes: 3.668.310 (67,76%) - Abstención: 1.745.540 (32,24%) - Válidos: 3.635.170 (99.10%) - A candidatura: 3.582.272 (97.65%) - Escaños: 135 | Partido de los Socialistas de Cataluña (PSC)                             | Pere Navarro           | 524.707   | 14,43% | 20      | -8  |
| - Presidente: Artur Mas - Gobierno: CiU - Censo: 5.413.850 - Votantes: 3.668.310 (67,76%) - Abstención: 1.745.540 (32,24%) - Válidos: 3.635.170 (99.10%) - A candidatura: 3.582.272 (97.65%) - Escaños: 135 | Esquerra Republicana de Catalunya-Catalunya Sí (ERC-CatSí) a             | Oriol Junqueras        | 498.124   | 13,70% | 21 d    | +11 |
| - Presidente: Artur Mas - Gobierno: CiU - Censo: 5.413.850 - Votantes: 3.668.310 (67,76%) - Abstención: 1.745.540 (32,24%) - Válidos: 3.635.170 (99.10%) - A candidatura: 3.582.272 (97.65%) - Escaños: 135 | Partido Popular Catalán (PPC)                                            | Alicia Sánchez-Camacho | 471.681   | 12,97% | 19      | +1  |
| - Presidente: Artur Mas - Gobierno: CiU - Censo: 5.413.850 - Votantes: 3.668.310 (67,76%) - Abstención: 1.745.540 (32,24%) - Válidos: 3.635.170 (99.10%) - A candidatura: 3.582.272 (97.65%) - Escaños: 135 | Iniciativa per Catalunya Verds - Esquerra Unida i Alternativa (ICV-EUiA) | Joan Herrera           | 359.705   | 9,89%  | 13 e    | +3  |
| - Presidente: Artur Mas - Gobierno: CiU - Censo: 5.413.850 - Votantes: 3.668.310 (67,76%) - Abstención: 1.745.540 (32,24%) - Válidos: 3.635.170 (99.10%) - A candidatura: 3.582.272 (97.65%) - Escaños: 135 | Ciudadanos-Partido de la Ciudadanía (C's) f                              | Albert Rivera          | 275.007   | 7,56%  | 9       | +6  |
| - Presidente: Artur Mas - Gobierno: CiU - Censo: 5.413.850 - Votantes: 3.668.310 (67,76%) - Abstención: 1.745.540 (32,24%) - Válidos: 3.635.170 (99.10%) - A candidatura: 3.582.272 (97.65%) - Escaños: 135 | Candidatura d'Unitat Popular-Alternativa d'Esquerres (CUP) g             | David Fernàndez        | 126.435   | 3,47%  | 3       | +3  |
| - Presidente: Artur Mas - Gobierno: CiU - Censo: 5.413.850 - Votantes: 3.668.310 (67,76%) - Abstención: 1.745.540 (32,24%) - Válidos: 3.635.170 (99.10%) - A candidatura: 3.582.272 (97.65%) - Escaños: 135 | Plataforma per Catalunya (PxC)                                           | Josep Anglada          | 60.107    | 1,65%  | 0       |     |
| - Presidente: Artur Mas - Gobierno: CiU - Censo: 5.413.850 - Votantes: 3.668.310 (67,76%) - Abstención: 1.745.540 (32,24%) - Válidos: 3.635.170 (99.10%) - A candidatura: 3.582.272 (97.65%) - Escaños: 135 | Solidaritat Catalana per la Independència (SI)                           | Alfons López Tena      | 46.838    | 1,28%  | 0       | -4  |
| - Presidente: Artur Mas - Gobierno: CiU - Censo: 5.413.850 - Votantes: 3.668.310 (67,76%) - Abstención: 1.745.540 (32,24%) - Válidos: 3.635.170 (99.10%) - A candidatura: 3.582.272 (97.65%) - Escaños: 135 | Escons en Blanc (Eb)                                                     |                        | 28.288    | 0,77%  | 0       |     |
| - Presidente: Artur Mas - Gobierno: CiU - Censo: 5.413.850 - Votantes: 3.668.310 (67,76%) - Abstención: 1.745.540 (32,24%) - Válidos: 3.635.170 (99.10%) - A candidatura: 3.582.272 (97.65%) - Escaños: 135 | Partido Animalista Contra el Maltrato Animal (PACMA)                     | Toni Valle             | 20.861    | 0,57%  | 0       |     |
| - Presidente: Artur Mas - Gobierno: CiU - Censo: 5.413.850 - Votantes: 3.668.310 (67,76%) - Abstención: 1.745.540 (32,24%) - Válidos: 3.635.170 (99.10%) - A candidatura: 3.582.272 (97.65%) - Escaños: 135 | Pirates de Catalunya (Pirata.cat)                                        |                        | 18.219    | 0,50%  | 0       |     |
| - Presidente: Artur Mas - Gobierno: CiU - Censo: 5.413.850 - Votantes: 3.668.310 (67,76%) - Abstención: 1.745.540 (32,24%) - Válidos: 3.635.170 (99.10%) - A candidatura: 3.582.272 (97.65%) - Escaños: 135 | Unión Progreso y Democracia (UPyD)                                       | Ramon de Veciana       | 14.614    | 0,40%  | 0       |     |
| - Presidente: Artur Mas - Gobierno: CiU - Censo: 5.413.850 - Votantes: 3.668.310 (67,76%) - Abstención: 1.745.540 (32,24%) - Válidos: 3.635.170 (99.10%) - A candidatura: 3.582.272 (97.65%) - Escaños: 135 | Farts.cat                                                                |                        | 11.702    | 0,32%  | 0       |     |
| - Presidente: Artur Mas - Gobierno: CiU - Censo: 5.413.850 - Votantes: 3.668.310 (67,76%) - Abstención: 1.745.540 (32,24%) - Válidos: 3.635.170 (99.10%) - A candidatura: 3.582.272 (97.65%) - Escaños: 135 | Vía Democrática (VD)                                                     |                        | 5.984     | 0,16%  | 0       |     |
| - Presidente: Artur Mas - Gobierno: CiU - Censo: 5.413.850 - Votantes: 3.668.310 (67,76%) - Abstención: 1.745.540 (32,24%) - Válidos: 3.635.170 (99.10%) - A candidatura: 3.582.272 (97.65%) - Escaños: 135 | Unificación Comunista de España (UCE)                                    |                        | 2.582     | 0,07%  | 0       |     |
| - Presidente: Artur Mas - Gobierno: CiU - Censo: 5.413.850 - Votantes: 3.668.310 (67,76%) - Abstención: 1.745.540 (32,24%) - Válidos: 3.635.170 (99.10%) - A candidatura: 3.582.272 (97.65%) - Escaños: 135 | Partit Republicà d'Esquerra-Izquierda Republicana (PRE-IR)               |                        | 826       | 0,02%  | 0       |     |
| - Presidente: Artur Mas - Gobierno: CiU - Censo: 5.413.850 - Votantes: 3.668.310 (67,76%) - Abstención: 1.745.540 (32,24%) - Válidos: 3.635.170 (99.10%) - A candidatura: 3.582.272 (97.65%) - Escaños: 135 | Socialistes i Republicans (pel dret a decidir) (SiR)                     |                        | 333       | 0%     | 0       |     |
| - Presidente: Artur Mas - Gobierno: CiU - Censo: 5.413.850 - Votantes: 3.668.310 (67,76%) - Abstención: 1.745.540 (32,24%) - Válidos: 3.635.170 (99.10%) - A candidatura: 3.582.272 (97.65%) - Escaños: 135 | En blanco                                                                |                        | 52.898    | 1,44%  | N/A     | N/A |
| - Presidente: Artur Mas - Gobierno: CiU - Censo: 5.413.850 - Votantes: 3.668.310 (67,76%) - Abstención: 1.745.540 (32,24%) - Válidos: 3.635.170 (99.10%) - A candidatura: 3.582.272 (97.65%) - Escaños: 135 | Nulos                                                                    |                        | 32.140    | 0,90%  | N/A     | N/A |

a Con el apoyo de Democràcia Catalana.

b Con el apoyo de Reagrupament.

c De ellos 36 de CDC, 13 de UDC y 1 de CDA.

d De ellos 19 de ERC y 2 de CatSí.

e De ellos 10 de ICV y 3 de EUiA.

f Con el apoyo de SCD.

g Con el apoyo de En Lucha, Corriente Roja, Lucha Internacionalista y Revolta Global.

## Investidura de los nuevos cargos

### Constitución del Parlamento y elección de sus órganos de gobierno
| Órganos políticos de la X Legislatura                                                           |           | |
| Cargo                                                                                           | Partido   | Titular |
| Presidenta del Parlamento de Cataluña                                                           | CiU       | Núria de Gispert i Català |
| Vicepresidenta primera                                                                          | ERC       | Anna Simó i Castelló |
| Vicepresidente segundo                                                                          | CiU       | Lluís Corominas i Díaz |
| Secretario primero                                                                              | PSC       | Pere Navarro |
| Secretario segundo                                                                              | PPC       | Pere Calbó i Roca |
| Secretario tercero                                                                              | CiU       | Josep Rull i Andreu |
| Secretario cuarto                                                                               | ICV-EUiA  | David Companyon i Costa |
| Portavoz del Grupo Parlamentario de Convergència i Unió                                         | CDC y UDC | Oriol Pujol i Ferrusola (Presidente: 18/12/2012-02/04/2013) Jordi Turull i Negre (Portavoz: 18/12/2012-4/4/2013) (Presidente y Portavoz: desde 4/4/2013) Ramon Espadaler i Parcerisas (Portavoz adjunto: 18/12/2012-8/1/2013) Marta Llorens i Gracia (Portavoz adjunta: 8/1/2013-31/07/2013) Mercè Jou i Torras (Portavoz adjunta: desde 31/07/2013) |
| Portavoz del Grupo Parlamentario de Esquerra Republicana de Catalunya                           | ERC       | Oriol Junqueras i Vies (Presidente) Marta Rovira i Vergés (Portavoz) J. Lluís Salvadó i Tenesa (Portavoz adjunto) |
| Portavoz del Grupo Parlamentario Socialista                                                     | PSC       | Pere Navarro i Morera (presidente: 17/12/2012-21/07/2014) Miquel Iceta Llorens (presidente: desde 21/07/2014) Maurici Lucena i Betriu (portavoz) Jaume Collboni Cuadrado (portavoz adjunto: 17/12/2012-23/01/2014) Montserrat Capdevila Tatché (portavoz adjunta: 23/01/2014-20/05/2014) Eva Granados Galiano (portavoz adjunta: desde 27/05/2014)   |
| Portavoz del Grupo Parlamentario del Partido Popular de Cataluña                                | PPC       | Alicia Sánchez-Camacho Pérez (presidenta) Josep Enric Millo i Rocher (portavoz) Santi Rodríguez i Serra (portavoz adjunto) |
| Portavoz del Grupo Parlamentario de Iniciativa per Catalunya Verds-Esquerra Unida i Alternativa | ICV, EUiA | Joan Herrera Torres (presidente) Dolors Camats i Luis (portavoz) Joan Mena Arca (portavoz adjunto) |
| Portavoz del Grupo Parlamentario de Ciutadans                                                   | Cs        | Albert Rivera Díaz (presidente) Jordi Cañas Pérez (portavoz: 18/12/2012-22/01/2014) Carina Mejías Sánchez (portavoz: desde 22/01/2014) Carina Mejías Sánchez (portavoz adjunta: 18/12/2012-22/01/2014) Inés Arrimadas García (portavoz adjunta: desde 22/01/2014)                                                                                    |
| Portavoz del Grupo Mixto                                                                        | CUP       | David Fernàndez i Ramos (presidente y portavoz) Quim Arrufat Ibáñez (portavoz adjunto) |
| Fuente: Parlamento de Cataluña                                                                  |           | |

## Votación de investidura
Artur Mas fue investido como presidente de la Generalidad de Cataluña el 21 de diciembre de 2012 con el apoyo de su grupo parlamentario y el de Esquerra Republicana de Cataluña. No se produjeron abstenciones.
| Candidato       | Fecha                                                        | Voto |    |    |    |    |    |   |   | Total  |
| --------------- | ------------------------------------------------------------ | ---- | -- | -- | -- | -- | -- | - | - | ------ |
| Artur Mas (CiU) | 21 de diciembre de 2012 Mayoría requerida: Absoluta (68/135) | Sí   | 50 | 21 |    |    |    |   |   | 71/135 |
| Artur Mas (CiU) | 21 de diciembre de 2012 Mayoría requerida: Absoluta (68/135) | No   |    |    | 20 | 19 | 13 | 9 | 3 | 64/135 |
| Artur Mas (CiU) | 21 de diciembre de 2012 Mayoría requerida: Absoluta (68/135) | Abs. |    |    |    |    |    |   |   | 0/135  |